# تشرام
تشرام (بالفارسية: چرام) هي مدينة تقع في إيران في كهكیلویه وبویر أحمد. يقدر عدد سكانها بـ 11,980 نسمة .